# Lijst van zoogdieren in Micronesië
Dit is een lijst van zoogdieren die voorkomen in Micronesia.

## OrdeVleermuizen(Chiroptera)

### FamilieVleerhonden(Pteropodidae)
- Chuukvleerhond (Pteropus insularis)
- Pteropus mariannus
- Pohnpeivleerhond (Pteropus molossinus)
- Pteropus ualanus
- Pteropus yapensis

### FamilieSchedestaartvleermuizen(Emballonuridae)
- Emballonura semicaudata

## OrdeKnaagdieren(Rodentia)

### FamilieMuridae
- Huismuis (Mus musculus) (geïntroduceerd)
- Bruine rat (Rattus norvegicus) (geïntroduceerd)
- Zwarte rat (Rattus rattus) (geïntroduceerd)
- Aziatische zwarte rat (Rattus tanezumi) (geïntroduceerd)